# Ghassan Salhab
Ghassan Salhab (Árabe; غسان سلهب, 4 de mayo de 1958 en Dakar) es un director de cine, guionista y productor nacido en Senegal y nacionalizado libanés, reconocido especialmente por las películas Terra incognita (2002), The Last Man (2006) y The Key (2007). Durante toda su carrera ha producido películas de corte no comercial en las que retrata la problemática social de su país.

## Carrera
Salhab nació en Dakar, Senegal, hijo de padres libaneses que debieron emigrar al país africano debido a la violencia en su país. Además de hacer sus propias películas, Salhab colabora en varios escenarios en el Líbano y en Francia, y enseña cine en instituciones como el ALBA y la USJ. Ha dirigido cinco largometrajes: Beyrouth Fantome, Terra Incognita, The Last Man, The Mountain y The Valley. También ha realizado numerosos cortometrajes, mediometrajes y videos, entre ellos: Posthume, Narcisse Perdu, My Living Body, My Dead Body, La Rose de Personne, Afrique Fantome y Apres la Mort. Ha publicado además textos y artículos en diversas revistas.

### Actualidad
En 2016 fue estrenada la película Chinese Ink, un documental de 55 minutos basado en la propia vida y experiencias del director. En 2018, el director fue homenajeado en la edición número 21 del Festival Internacional de Cine de Guanajuato en México, donde confesó que su pasión por el cine lo impulsa a seguir creando películas no comerciales.

## Filmografía
| - La clef (1986) - Aprés la mort (1991) - L’autre (1991) - Afrique fantôme (1994) - Beyrouth fantôme (1998) - De la séduction (1999) - La Rose de personne (2000) - Baalbeck (2000) - Terra incognita (2002) - Mon corps vivant, mon corps mort (2003) | - Narcisse perdu (2004) - Brêve rencontre avec Jean-Luc Godard, ou le cinéma comme métaphore (2005) - The Last Man (2006) - Temps mort (2006) - Posthume (2007) - 1958 (2009) - The Mountain (2010) - The Valley (2014) - Chinese Ink (2016) |

## Premios y reconocimientos
| Premio                       | Categoría                    | Película        | Resultado |
| ---------------------------- | ---------------------------- | --------------- | --------- |
| Festival de Cine de Abu Dabi | Mejor director               | Al-Wadi         | Ganador   |
| Festival de Cine de Abu Dabi | Mejor guion                  | Al-Wadi         | Nominado  |
| Festival de Cine de Cannes   | Premio Un Certain Regard     | Terra incognita | Nominado  |
| Festival de Cine de Friburgo | Premio FIPRESCI              | Al-Wadi         | Ganador   |
| Festival de Cine de Friburgo | Grand Prix                   | Al-Wadi         | Nominado  |
| Festival de Cine de Locarno  | Leopardo de Oro              | Atlal           | Nominado  |
| Festival de Cine de Turín    | Premio de la ciudad de Turín | Atlal           | Nominado  |
| Festival de Cine de Nantes   | Mejor banda sonora           | Ashbah Beyrouth | Ganador   |
| Festival de Cine de Nantes   | Golden Montgolfiere          | Ashbah Beyrouth | Nominado  |
| Festival de Cine de Tribeca  | Premio del jurado            | Atlal           | Nominado  |